# Глюино
Глюино (символ g͂) — гипотетический суперсимметричный партнер глюона в теориях суперсимметрии. Является гейджино в минимальном суперсимметричном расширении стандартной модели.
В суперсимметричных теориях глюино являются майорановскими фермионами и взаимодействуют через сильное взаимодействие как цветовой октет. Глюино имеют лептонное число 0, барионное число 0 и спин 1/2. 
С точки зрения эксперимента глюино были одним из наиболее многообещающих кандидатов в частицы SUSY, поскольку сечение образования у них является самым высоким среди частиц SUSY в адронных коллайдерах с самой высокой энергией, таких как Tevatron и Большой адронный коллайдер (LHC). Экспериментальными сигнатурами обычно являются парные глюино и их каскадные распады. В моделях суперсимметрии, которые сохраняют R-четность, глюино в конечном итоге распадаются на необнаруженную легчайшую суперсимметричную частицу со многими кварками (выглядящими как струи) и калибровочные бозоны стандартной модели или бозоны Хиггса. В сценариях нарушения R-четности глюино могут либо быстро распадаться на несколько струй, либо быть долгоживущими, оставляя аномальный признак «смещенных вершин распада» от точки взаимодействия, где они генерируются. 
Хотя до сих пор не наблюдалось никаких признаков глюино, самый сильный предел массы глюино был установлен LHC (ATLAS/CMS), где были исключены интервалы энергий до 1 ТэВ и более 2 ТэВ.

## Сноски
1. ↑   Так как существует 8 глюонов различных цветовых комбинаций, также существует 8 глюино.
2. ↑  Lincoln, Don. Supersymmetric glue: the search for gluinos. CERN. cms.web.cern.ch (3 июля 2013). Дата обращения: 28 апреля 2016. Архивировано 17 ноября 2016 года.
3. ↑  SupersymmetryPublicResults < AtlasPublic < TWiki. twiki.cern.ch. Дата обращения: 21 апреля 2019. Архивировано 14 мая 2021 года.
4. ↑  PhysicsResultsSUS < CMSPublic < TWiki. twiki.cern.ch. Дата обращения: 21 апреля 2019. Архивировано 14 мая 2021 года.